# Ort der Finsternis
Ort der Finsternis (Originaltitel: Dark Page) ist die siebente Folge der siebenten Staffel der US-amerikanischen Science-Fiction-Fernsehserie Raumschiff Enterprise – Das nächste Jahrhundert. Sie wurde in den Vereinigten Staaten über Syndication vermarktet und erstmals am 1. November 1993 auf verschiedenen Fernsehsendern ausgestrahlt. In Deutschland war sie zum ersten Mal am 1. Juli 1994 in einer synchronisierten Fassung auf Sat.1 zu sehen.

## Handlung
Im Jahr 2370 bei Sternzeit 47254.1 erhält die Enterprise Besuch von einer Delegation der Cairn. Dieses Volk kommuniziert ausschließlich telepathisch, möchte aber sehr gern das Konzept der gesprochenen Sprache erlernen, um besser mit anderen Völkern Kontakt aufzunehmen und der Föderation beizutreten. Die betazoidische Botschafterin Lwaxana Troi, die Mutter der Schiffsberaterin Deanna Troi, unterstützt die Delegierten dabei als Sprachlehrerin. Bei einem Empfang stellt sie stolz ihre beste Schülerin, die junge Hedril, vor. Plötzlich verspürt sie ein kurzes Unwohlsein, wischt es aber schnell beiseite und stellt ihrer Tochter Maques vor, den Leiter der Delegation und Hedrils Vater. Von ihm erfährt Deanna, dass Lwaxana sie gern mit ihm verkuppeln möchte.
Am nächsten Tag stellt Deanna ihre Mutter zur Rede, denn sie will nicht, dass sie schon wieder damit anfängt, einen Mann für sie zu suchen. Da erleidet Lwaxana auf einmal einen weiteren Anfall und äußert überraschend heftige Verlustängste gegenüber Deanna. Maques entschuldigt sich bei Deanna für seine recht überrumpelnden Worte vom Vortag und erklärt, dass die Cairn untereinander stets sehr direkt kommunizieren. Er spricht zudem eine Merkwürdigkeit an, die er in Lwaxanas Geist bemerkt hat. Da ihm die passenden Worte fehlen, kann er nur mitteilen, dass ein Teil ihres Geistes „dunkel“ bleibe. Deanna vermutet, er beziehe sich hier auf private Gedanken, die sie nicht mit anderen teilen will, und erklärt Maques das ihm unbekannte Konzept der Privatsphäre.
Nach einem weiteren unkontrollierten Gefühlsausbruch von Lwaxana wird sie auf der Krankenstation untersucht. Schiffsärztin Beverly Crusher stellt ein Ungleichgewicht eines telepathischen Botenstoffs fest und rät ihr, einige Zeit ihre telepathischen Fähigkeiten nicht einzusetzen. Deanna schlägt daher vor, dass sie mit den Cairn bis auf weiteres nur durch gesprochene Sprache kommuniziert. Die Delegation macht einen Ausflug ins Arboretum der Enterprise. Zunächst läuft dort alles gut. Dann fällt Hedril plötzlich in einen flachen Teich. Ihr ist nichts passiert, doch als sich Deanna zu ihrer Mutter umdreht, sieht sie, dass sie das Bewusstsein verloren hat.
Dr. Crusher stellt fest, dass Lwaxana in ein Koma gefallen ist, kann aber keine Ursache hierfür finden. Maques versucht zu helfen, doch da ihm die Worte fehlen, wendet er sich telepathisch an Deanna. Ihr wird dadurch klar, dass sie ihn zuvor missverstanden hatte. Bei dem „dunklen“ Teil von Lwaxanas Geist handelt es sich nicht um Privatsphäre, sondern um ihr Meta-Bewusstsein, einen Teil der betazoidischen Psyche, der als Filter für traumatische Erinnerungen dient. Deanna verbringt die Nacht auf der Krankenstation bei ihrer Mutter und nimmt telepathische Hilferufe von ihr wahr. Überraschend taucht Maques mitten in der Nacht auf. Wieder hat er nur die Absicht, zu helfen. Er erklärt, er habe Bilder aus Lwaxanas Geist wahrgenommen, könne sie aber nicht deuten. Er befürchtet aber, dass ihr Geist zusammenbricht und sie sich deshalb in ihr Meta-Bewusstsein zurückziehen musste. Maques meint, er wäre in der Lage, als Brücke zu fungieren, wodurch Deanna in Lwaxanas Geist eindringen könnte.
Auf der Krankenstation wird die Prozedur durchgeführt. Deanna nimmt Lwaxanas Geist in Form der Gänge der Enterprise wahr. Lwaxana wehrt sich allerdings gegen ihr Eindringen. Sie kreiert ein Abbild von Captain Picard, das ihr den Abbruch der Prozedur befiehlt, danach einen Wolf, der sie verfolgt, und schließlich ein Abbild ihres verstorbenen Vaters, der sie mit Erinnerungen an ihre frühe Kindheit abzulenken versucht. Danach trifft Deanna auf Hedril, woraufhin Lwaxana erscheint und sie verzweifelt auffordert, endlich zu verschwinden. Deanna kann sich nicht erklären, warum Hedrils Abbild in Lwaxanas Geist aufgetaucht ist, und will daher die echte Hedril befragen. Hedril hat bemerkt, dass sie Lwaxana traurig macht, doch sie kennt nicht den Grund dafür. Im Gespräch mit dem zweiten Offizier Data kommt Deanna zu dem Schluss, dass die Personen, die sie gesehen hat, vielleicht nicht für sich selbst stehen, sondern verschiedene Aspekte von Lwaxanas Psyche repräsentieren. Sie sucht nach weiteren Hinweisen und lässt sich die persönlichen Tagebücher ihrer Mutter zuschicken. In den jüngeren Eintragungen findet sie nichts, was auf ein traumatisches Erlebnis hindeutet, doch als sie weiter zurückgeht, findet sie eine Lücke von sieben Jahren, in denen sämtliche Einträge gelöscht wurden. Die Lücke beginnt etwa ein Jahr nach der Hochzeit von Deannas Eltern und endet einige Monate nach ihrer Geburt.
Deanna beschließt, mit Hilfe von Maques noch einmal in Lwaxanas Geist einzudringen. Dort trifft sie erneut auf Hedril und den Wolf, doch das Mädchen hat dieses Mal nicht das Aussehen einer Cairn, sondern das einer Betazoidin und der Name Hedril scheint ihr unbekannt zu sein. Als Deanna ihr und dem Wolf um eine Ecke folgt, steht sie plötzlich vor einer offenen Tür, hinter der der Weltraum liegt. Sie springt hindurch und findet sich auf einmal im Arboretum wieder, das offenbar einen Ort auf ihrem Heimatplaneten Betazed repräsentiert. Lwaxana fleht sie an, zu gehen, muss sich aber schließlich ihrer Vergangenheit stellen. Deanna bekommt nun ein Familien-Picknick zu sehen, das vor 34 Jahren stattgefunden hat. Anwesend sind ihre Eltern, ein siebenjähriges Mädchen, ein Baby und ein Hund. Lwaxana nennt das ältere Mädchen Kestra und Deanna erfährt, dass sie ihre Schwester war, von der sie bisher noch nie gehört hatte. Bei jenem Picknick war der Hund der Familie fortgelaufen. Da Deanna gerade zahnte, waren ihre Eltern zu sehr abgelenkt, um zu bemerken, dass Kestra dem Hund gefolgt war. Dabei fiel sie in einen See und ertrank. Diesen Verlust haben ihre Eltern nie überwunden und Deanna wird schlagartig klar, dass hierin die übermäßige Fürsorglichkeit begründet liegt, die Lwaxana ihr gegenüber an den Tag legt.
Deanna versucht Lwanaxa klarzumachen, dass Kestras Tod ein Unfall war. Sie soll ihre Schuldgefühle ablegen und stattdessen Kestra in positiver Erinnerung behalten. Lwaxana lässt sich überzeugen und für einen letzten Abschied gestattet sie, dass Kestra nun nicht mehr in Hedrils, sondern in ihrer wahren Gestalt auftritt. Dann erwacht Lwaxana aus ihrem Koma. Gemeinsam mit Deanna betrachtet sie ein Foto von Kestra, das ihr Diener trotz ihres Wunsches, alle Erinnerungen an die tote Tochter zu vernichten, aufbewahrt hat. Deanna ist sehr begierig, von ihrer Mutter mehr über ihre Schwester zu erfahren.

## Verbindungen zu anderen Star-Trek-Produktionen
Im Gespräch zwischen Troi und Data nimmt Data Bezug auf seine eigenen Erfahrungen mit Traumdeutung in der vorangegangenen Folge 6.06 (Traumanalyse).
Einige Elemente aus dieser Folge wurden in späteren Star-Trek-Produktionen wieder aufgegriffen:
- In Folge 4.21 (Die Muse) von Star Trek: Deep Space Nine erwähnt Lwaxana Troi erneut ihre verstorbene Tochter Kestra.
- In Folge 1.07 (Nepenthe) von Star Trek: Picard aus dem Jahr 2020, die 2399 spielt, tritt die Tochter von Will Riker und Deanna Troi, Kestra Troi-Riker (gespielt von Lulu Wilson), auf, die nach Trois verstorbener Schwester benannt ist.

## Produktion

### Drehbuch
Die Idee für diese Folge war von Hilary J. Bader schon lange vor der Produktion der siebenten Staffel vorgeschlagen worden und wurde mehrfach umgeschrieben. Ursprünglich sollten Dr. Crusher und eine weitere Ärztin die Hauptpersonen der Geschichte sein, danach stand La Forge im Mittelpunkt, später Crusher und Troi. Als dann feststand, dass die Geschichte mit Deanna und Lwaxana Troi am besten funktionierte, sollte zunächst Lwaxana ihre Tochter retten, was aber schließlich noch umgedreht wurde.
René Echevarria nahm einige Änderungen am Drehbuch vor, erhielt dafür aber keine Nennung in den Credits der Folge.

### Darsteller
Majel Barrett hat hier ihren letzten von sechs Auftritten als Lwaxana Troi in der Serie Raumschiff Enterprise – Das nächste Jahrhundert und den einzigen, in dem sie ohne ihren Diener Mr. Homn (gespielt von Carel Struycken) zu sehen ist. Barrett hatte Lwaxana Troi außerdem bereits in einer Folge der Spin-off-Serie Star Trek: Deep Space Nine gespielt und verkörperte sie später noch in zwei weiteren Folge dieser Serie.
Die später mehrfach für den Golden Globe sowie für den Oscar nominierte Schauspielerin Kirsten Dunst ist hier als Hedril/Kestra in einer ihrer ersten Rollen zu sehen.
Norman Large, Darsteller von Maques, hatte zuvor bereits Prokonsul Neral in der Doppelfolge 5.07/08 (Wiedervereinigung?) von Raumschiff Enterprise – Das nächste Jahrhundert und Viterian in zwei Folgen von Star Trek: Deep Space Nine gespielt. Er spielte später noch einen Kazon und einen Ocampa in je einer Folge von Star Trek: Raumschiff Voyager.
Amick Byram, Darsteller von Ian Andrew Troi, hatte zuvor bereits Fähnrich Paul Hickman in Folge 4.18 (Der unbekannte Schatten) gespielt.

### Drehorte und Kulissen
Ort der Finsternis ist eine von nur vier Folgen der Serie, in denen keine Szene auf der Brücke der Enterprise spielt.

## Rezeption
Keith DeCandido bewertete Ort der Finsternis 2013 auf tor.com als eine leicht überdurchschnittliche Folge von Raumschiff Enterprise – Das nächste Jahrhundert. Er lobte die Regiearbeit von Les Landau und das Schauspiel von Majel Barrett, der es hier seiner Meinung nach überzeugend gelingt, darzustellen, dass sich hinter Lwaxana Trois bisher gezeigter extravaganter Fassade ein tiefer Schmerz verbirgt.